# Vittagging
Vittagging (Irpex lacteus) är en svampart som först beskrevs av Elias Fries, och fick sitt nu gällande namn av Elias Fries 1828. Enligt Catalogue of Life ingår Vittagging i släktet Irpex,  och familjen Meruliaceae, men enligt Dyntaxa är tillhörigheten istället släktet Irpex,  och familjen Steccherinaceae. Arten är reproducerande i Sverige. Inga underarter finns listade i Catalogue of Life.

## Bildgalleri

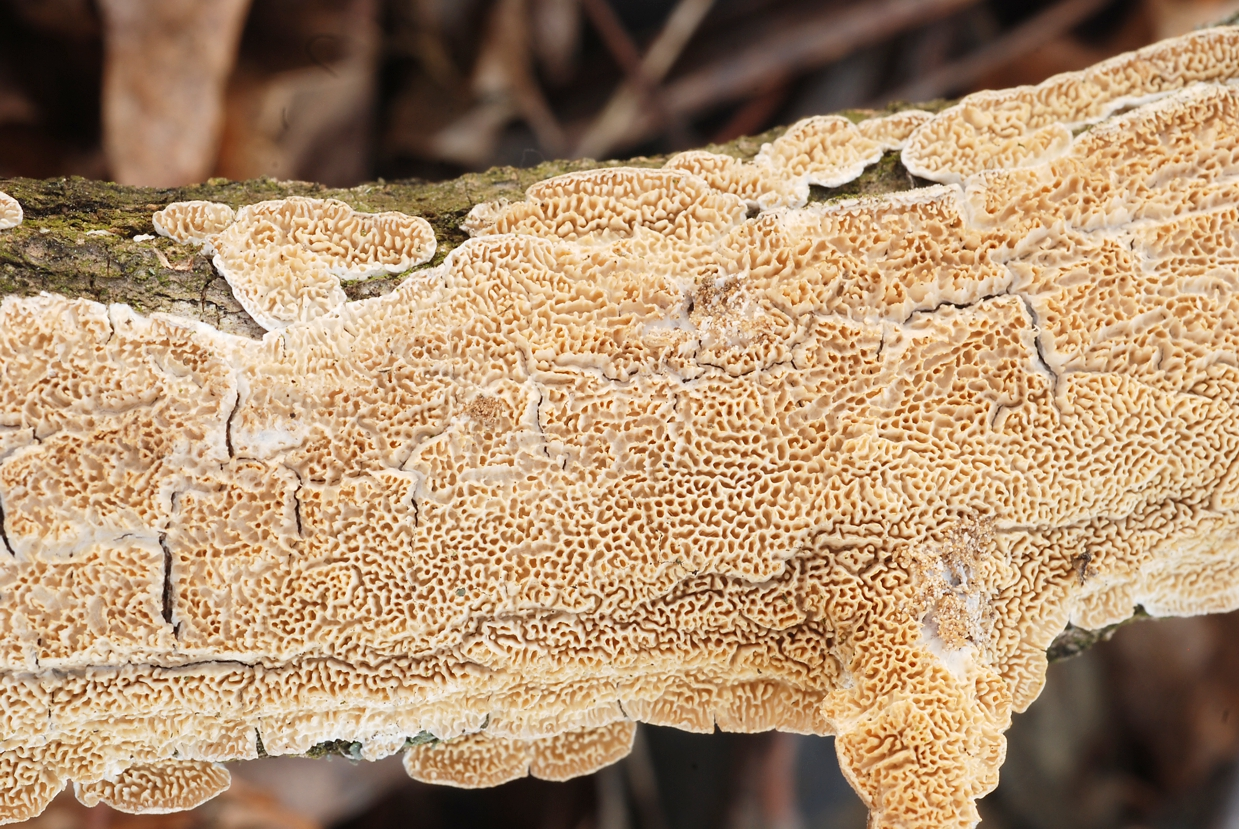